# Vyapam scam
O Vyapam scam foi um golpe de exame de admissão, de examinação e de recrutamento que foi descoberto no estado indiano de Madhya Pradesh, em 2013. O golpe envolveu golpistas, incluindo políticos, oficiais sênior e júnior, funcionários e empresários, sistematicamente, empregando impostores para escrever documentos, manipular exames e fazer acordos de suborno a funcionários para o fornecimento de respostas.